# Before the Rain (Band)
Before the Rain, stilisiert als [before the rain], ist eine 1997 gegründete Death-Doom-Band.

## Geschichte
Valter Cunha gründete Before the Rain 1997 in Setúbal. Ursprünglich plante die Band einen stilistischen Crossover aus dem Gothic Metal der „Peaceville Three“ Paradise Lost, My Dying Bride und Anathema mit dem Death Industrial des Labels Cold Meat Industry. Gemäß Cunha scheiterte die Band allerdings an der Idee. Bis zur Veröffentlichung von … and with the Day Dying Light im Januar 2002, dem ersten Demo von Before the Rain, waren der Bassist André Vasconcelos von Sirius, der Gitarrist Tiago Ferreira von Amphion und der Sänger Carlos D’Agua von Evisceration, Immensity, Collapse of Light und Lethian Dreams zum Teil der Band geworden. Aldo Quispel besprach das Demo für Doom-Metal.com als Adaption des Stils von Anathema zur Zeit der EP Pentecost III und räumte dabei ein, dass die Band mit mehr Eigenständigkeit interessanter sein könnte, da die musikalischen Qualitäten der Band offensichtlich seien.
Fünf Jahre nach ihrem Demo folgte mit … One Day Less in neuer Besetzung das Debütalbum von Before the Rain. D’Agua verblieb neben Cunha. Die restlichen Musiker wurden hingegen ausgetauscht. In der neuen Besetzung trat Pedro Daniel von Sculpture als Bassist, Gonçalo Correia von Process of Guilt als Schlagzeuger und Hugo Santos, ebenfalls von Process of Guilt, als Gitarrist auf. Die Band nahm das Album in den Quinta Dimensão Studios in Évora auf. Gemastert wurde die Aufnahme von Thomas Eberger im schwedischen Studio The Cutting Room. Eine erste Version wurde von der Band zu Promotionszwecken produziert und an verschiedene Label gesandt, die überarbeitete finale Variante wurde am 30. Juni 2007 über Major Label Industries veröffentlicht. Zweit Stücke des Demos … and with the Day Dying Light blieben erhalten. Die Nähe zu Anathema wurde der Band in einer Rezension für Metalstorm weiterhin attestiert. Dabei sei das Album für Anhänger der entsprechenden Phase Anathemas besonders empfehlenswert. Für Doom-Metal.com besprach Bertrand Marchal das Album und lobte es als „warm und samtig und traurig[, …] liebenswert[,] romantisch [und] feierlich“. Als „gutes Debüt“, dass Hoffnung auf mehr mache, und besonders für Genre-Kenner geeignet sei, besprach ‚Goat‘ … and with the Day Dying Light für Metal Reviews.
Das zweite Album Frail wurde in der Fabrica de Som in Porto von Toningenieur Nuno Maciel aufgenommen und von Valter Cunha produziert. Als Gastmusiker traten die Shape-of-Despair-Sängerin Natalie Koskinen und der Arcana-Sänger Peter Bjärgö in Erscheinung. Die Besetzung der Gruppe um Cunha hatte sich auf dem Nachfolgealbum zu … One Day Less erneut gewandelt. Lediglich der Bassist Pedro Daniel war neben Cunha verblieben. Der Sänger D’Agua war nicht mehr Teil von Before the Rain und wurde durch Gary Griffith von Morgion ersetzt. Als Schlagzeuger trat Joaquim Aires von Sacred Sin der Band bei. Als zweiter Gitarrist stieß Carlos Monteiro von Sculpture und Ethereal zu Before the Rain. Das Album wurde in den Chapel Studios in Lincolnshire von Ewan Davies und Valter Cunha abgemischt und in den Fascination Street Studios in Örebro von Jens Bogren gemastert. Mit der Anlage eines Bandcamp-Profils im Februar 2011 und der Veröffentlichung des Albums als Musikdownload machte Cunha Roberto Mammarella von Avantgarde Music auf das Album aufmerksam. Dieser zeigte sich begeistert und reagierte mit einem Vertragsangebot, woraufhin Frail am 1. Juni 2011 über Avantgarde Music offiziell erschien. Internationale Rezensenten lobten das Album und sahen in der Veröffentlichung das Produkt der fortwährenden Arbeit der Gruppe. Frail sei Ergebnis einer stetigen Weiterentwicklung und Qualitätssteigerung der Band. Im Ergebnis stünde entweder „eine der besten Death-Doom-Veröffentlichungen des Jahres 2011“, ein Album, das „einige Leute […], für die düstere und langsame Seite des Metal begeistern könnte“, oder zumindest ein, wenn auch „nicht bahnbrechend“, aber „nettes und anständiges“ Werk des Melodic Death Doom. Sowie eine weitere Belebung des von Gruppen wie My Dying Bride, Katatonia und Anathema geschaffenen Genres.
Noch im gleichen Jahr folgte die Veröffentlichung einer kaum rezensierten Split-EP mit Shape of Despair über Avantgarde Music. Nachkommend blieben trotz Ankündigungen eines dritten Studioalbums weitere Veröffentlichungen der Gruppe aus. Der nach London umgesiedelte Cunha spielte von 2014 bis 2017 als Gitarrist für Pantheist.

## Stil
Der von Before the Rain gespielte Stil entspricht dem ursprünglichen Gothic Metal und Melodic Death Doom im Stile früher Anathema.
Der Gesang variiert zwischen Klargesang und Growling. Dem „britischen und depressiven Schema“ des Death Doom fügt die Gruppe indes „eine mediterrane Note hinzu, die es verlockender und zugänglicher macht“. Die Stücke sind lang, „langsam und feierlich“ gehalten. Arrangements und Melodien werden durch einzelne Noten langsam aufgebaut. „Refrains oder Spielereien“ werden überwiegend ausgespart, wodurch die Songstrukturen „klar und einfach“ gehalten bleiben.

„Before the Rain’s Doom is mostly warm and calm, driven by clean male vocals and slow guitar melodies, occasionally alternated/accompanied by grunts and powerchords, and some more different backing vocals, notabely female vocal lines from […] Natalie Koskinen[.]“

„Der Doom Metal von Before the Rain ist meist warm und ruhig, angetrieben von klarem männlichen Gesang und langsamen Gitarrenmelodien, gelegentlich abgewechselt/begleitet von Grunts, Powerchords, und verschiedenen Hintergrundgesängen, vor allem weibliche Gesangslinien von […] Natalie Koskinen[.]“

## Diskografie
- 2002: … and with the Day Dying Light (Demo, Selbstverlag)
- 2007: … One Day Less (Album, Major Label Industries)
- 2011: Frail (Album, Avantgarde Music)
- 2011: Shape of Despair / Before the Rain (Split-EP mit Shape of Despair, Avantgarde Music)